# ستيفن فالك
ستيفن فالك (بالإنجليزية: Stephen Falk)‏ هو كاتب سيناريو أمريكي، ولد في 25 أبريل 1972 في الولايات المتحدة.

## وصلات خارجية
- ستيفن فالك على موقع IMDb (الإنجليزية)
- ستيفن فالك على موقع قاعدة بيانات الفيلم (الإنجليزية)